# Марсадолов, Леонид Сергеевич
Леонид Сергеевич Марсадолов (28 февраля 1952 г., Черемхово, Иркутской области) — советский и российский учёный, культуролог, археолог. Доктор культурологии. Ведущий научный сотрудник отдела археологии Восточной Европы и Сибири Государственного Эрмитажа. Академик Санкт-Петербургской Академии истории культуры, Академик Петровской Академии наук и искусств, действительный член Русского географического общества, Астрономо-геодезического объединения России, Европейской ассоциации археологов, Европейского общества астрономии в культуре, Сибирской ассоциации исследователей первобытного искусства.

## Биография
После школы, службы на флоте, в 1973 году поступил на вечернее отделение исторического факультета Ленинградского государственного университета.
С 1981 года работает в Государственном Эрмитаже, закончил там очную аспирантуру и в 1985 году защитил кандидатскую диссертацию «Хронология курганов Алтая (VIII—IV вв. до н. э.)». С 1985 года, став начальником Саяно-Алтайской экспедиции Государственного Эрмитажа, производит самостоятельные исследования на Алтае, в Хакасии, Туве, Казахстане и Турции. В 2000 году защитил докторскую диссертацию на тему «Археологические памятники IX—III веков до н. э. горных районов Алтая как культурно-исторический источник (феномен пазырыкской культуры)».
Первым на Алтае начал изучать стационарные пункты для астрономических наблюдений, мегалиты, древние «сады камней» (в Семисарте), выявлять палеоастрономические аспекты, заложенные в древних святилищах (около Чуйского камня, на Юстыде, в Туру-Алты, Тархате и других местонахождениях). В 2000 году, на рубеже тысячелетий, открыл сложный мегалитический комплекс объектов в «Центре Евразии», в Селеутасе, на Западном Алтае.
В 1992, 1994, 1996, 1998, 2008 и 2010 годах Саяно-Алтайской археологической экспедицией Государственного Эрмитажа под руководством Леонида Марсадолова проводились исследования Салбыка и Долины царей в Хакасии. В 2010 году вышла книга «Большой Салбыкский курган в Хакасии».
Неоднократно участвовал в работе научных конференций и семинаров в России и за рубежом. Награждён Почетными грамотами Государственного Эрмитажа, орденом «За благие дела» Республиканского совета старейшин родов хакасского народа.
Опубликовал 8 монографий и более 430 работ по проблемам культуры, археологии, истории, искусства кочевников, астроархеологии, дендрохронологии, метрологии и многим другим вопросам. Основные научные интересы связаны с изучением культуры древних кочевых племён Евразии I тыс. до н. э.

## Краткая библиография
- Исследования в Онгудайском и Улаганском районах Горного Алтая // Археологические открытия 1980 года. М., 1981, с. 195—196.
- Хронология курганов Алтая (VIII—IV вв. до н. э.). Автореферат диссертации на соискание ученой степени кандидата исторических наук. Л., 1985, с. 1-16.
- Космологические представления кочевников Саяно-Алтая в VIII в. до н. э. // Дальневосточный буддизм. История, философия, психология. Тезисы докладов научной конференции. К пятидесятилетней годовщине со дня кончины академика Ф. И. Щербацкого. СПб., 1992, с. 43-46.
- Пазырыкский грифон и современность // Жречество и шаманизм в скифскую эпоху. Материалы международной конференции. СПб., 1996, с.137-139.
- Каменные «ворота» из Салбыка // Жречество и шаманизм в скифскую эпоху. Материалы международной конференции. СПб., 1996, с. 181—187 (в соавторстве с Кузнецовым Н. Н., Сигединой Н. Г.).
- О периодичности и ритмичности явлений в истории и археологии // Вопросы археологии и истории Южной Сибири. Сборник статей к 75-летию со дня рождения А. П. Уманского. Барнаул, 1999, с. 183—196.
- Пазырыкский феномен и попытки его объяснения // Итоги изучения скифской эпохи Алтая и сопредельных территорий. Сборник научных статей. Барнаул, 1999, с. 104—107.
- Культура народов Саяно-Алтая в древности // Истоки региональных культур России. Сборник научных статей. СПб., 2000, с. 79-99.
- Археологические памятники IX—III вв. до н. э. горных районов Алтая как культурно-исторический источник (феномен пазырыкской культуры). Автореферат диссертации на соискание ученой степени доктора культурологии. СПб., 2000. — 56 с.
- Кочевники Казахстана, Алтая, Тувы // Золотые олени Евразии. СПб., 2001, с. 18-23.
- Салбык — сибирский Стоунхендж // Журнал «Эрмитаж», № 0. Лето 2003, с. 66-67.
- Грифон страшный символ будущего // Президент. Парламент. Правительство. Политико-правовой журнал. М., 2004, № 1, с. 27-32.
- Две вершины Алтая. Развенчанная легенда о горе Очаровательной // Эрмитаж. Журнал. Лондон. Номер 2 / Лето 2004, с. 64-65.
- Новые аспекты в изучении древних святилищ // Ак-Баур — древнее святилище на Западном Алтае (факты, наблюдения и объяснения). Под общ. ред. Л. Марсадолова. Усть-Каменогорск, 2007, с. 12-19.
- Каменотёсы салбыкской степи // Сокровища культуры Хакасии. Наследие народов Российской Федерации. Выпуск 10. М., 2008, с. 400—403.
- Большой Салбыкский курган в Хакасии. Абакан, 2010.